# Breathe (piosenka Pink Floyd)
Breathe – ballada rockowa brytyjskiego zespołu Pink Floyd, która pochodzi z płyty The Dark Side of the Moon wydanej w 1973 roku.

## Geneza utworu
Piosenka ta znana jest także pod tytułem „Breathe in the Air”. Roger Waters już wcześniej napisał utwór pod tytułem „Breathe” na potrzeby filmu The Body. Ukazał się on na albumie Watersa i Rona Geesina Music from The Body. Gdy się zorientował, było już za późno na zmianę tytułu na drukowanych książeczkach.
Później nazwa piosenki została przemianowana na „Breathe in the Air” i tę wersję także można spotkać na niektórych wersjach albumu. Fragmenty utworu Breathe pojawiają się także w utworze Time – w jednym z kolejnych utworów pojawiających się na tej samej płycie.
Tekst tego utworu, jak wszystkie na tej płycie, napisał Waters, a zaśpiewali je David Gilmour i Richard Wright. Krytykuje on pogoń za sukcesem, ciągły wyścig ku byciu najlepszym, trwający aż do śmierci.